# Paweł Zagórowski
Paweł Piotr Antoni Oktawian Zagórowski, ps. „Andrzej”, „Góra”, „Maciej”, „Strzemię” (ur. 4 stycznia 1896 we Lwowie, zm. 20 marca 1946 w Niemczech) – podpułkownik dyplomowany piechoty Wojska Polskiego, kawaler Orderu Virtuti Militari.

## Życiorys
W czasie nauki w gimnazjum we Lwowie został członkiem Związku Strzeleckiego. W 1914 roku wstąpił do Legionów Polskich. Ukończył legionową szkołę oficerską. Brał udział w wojnie polsko-bolszewickiej. Walczył w szeregach 5 Pułku Piechoty . W 1922 roku odbył kurs specjalny w studium Wychowania Fizycznego przy Uniwersytecie Poznańskim dla instruktorów Przysposobienia Wojskowego. Od października 1922 roku był kierownikiem referatu PW przy DOK VIII w Toruniu, w 1923 roku przeniesiony do 77 PP w Lidzie. W listopadzie 1925 roku został przeniesiony do Korpusu Ochrony Pogranicza. 12 kwietnia 1927 roku awansował na majora ze starszeństwem z dniem 1 stycznia 1927 roku i 82. lokatą w korpusie oficerów piechoty. W następnym miesiącu został przeniesiony z KOP do 65 Pułku Piechoty w Grudziądzu na stanowisko dowódcy III batalionu. W lipcu 1929 roku został przeniesiony macierzyście do kadry oficerów piechoty z równoczesnym przeniesieniem służbowym do 16 Dywizji Piechoty na stanowisko rejonowego komendanta przysposobienia wojskowego. W sierpniu tego roku został przeniesiony służbowo do dyspozycji dowódcy Okręgu Korpusu Nr VIII w Toruniu, do prac przysposobienia wojskowego.
5 stycznia 1931 roku został powołany do Wyższej Szkoły Wojennej w Warszawie, w charakterze słuchacza dwuletniego kursu 1930–1932. 1 listopada 1932 roku, po ukończeniu kursu i otrzymaniu dyplomu naukowego oficera dyplomowanego, został przeniesiony do Biura Ogólno Organizacyjnego Ministerstwa Spraw Wojskowych w Warszawie. W czerwcu 1933 roku otrzymał przeniesienie do Centrum Wyszkolenia Piechoty w Rembertowie. W czerwcu 1934 roku został przeniesiony do dowództwa 14 Wielkopolskiej Dywizji Piechoty w Poznaniu na stanowisko szefa sztabu. 31 października 1934 roku został wyznaczony na stanowisko dyrektora nauk Szkoły Podchorążych dla Podoficerów w Bydgoszczy. 1 września 1935 roku został przydzielony do Ministerstwa Skarbu na sześciomiesięczną praktykę, a następnie przeniesiony w stan spoczynku.
W latach 1938–1939 był kierownikiem komórki wojskowej, a potem dyrektorem administracyjnym Państwowych Zakładów Lotniczych w Mielcu. Nieoficjalnie pełnił funkcję kierownika do spraw bezpieczeństwa i zadań specjalnych na obszar COP .
22 września 1939 roku został komendantem Okręgu Kraków Organizacji Orła Białego. Od maja 1942 roku do września 1943 roku był komendantem Okręgu Śląsk AK. W czasie powstania warszawskiego był w okresie od 18 sierpnia do 26 września 1944 roku był szefem sztabu-zastępcą komendanta Obwodu V Mokotów AK. Po upadku powstania dostał się do niewoli niemieckiej, przebywał w Oflagu VI B Dössel. Po odzyskaniu wolności w maju 1945 roku przebywał w szpitalu w Niemczech. Zmarł 20 marca 1946 roku.

## Ordery i odznaczenia
- Krzyż Srebrny Orderu Wojskowego Virtuti Militari nr 6671 (17 maja 1922)[14][15]
- Krzyż Niepodległości (13 kwietnia 1931)[16]
- Krzyż Walecznych (czterokrotnie)
- Złoty Krzyż Zasługi (18 lutego 1939)[17]
- Srebrny Krzyż Zasługi (8 sierpnia 1925)[18][19]
- Medal Pamiątkowy za Wojnę 1918–1921
- Medal Dziesięciolecia Odzyskanej Niepodległości
- Odznaka za Rany i Kontuzje
- Odznaka „Za wierną służbę”